# شبکه حالت پیش‌فرض

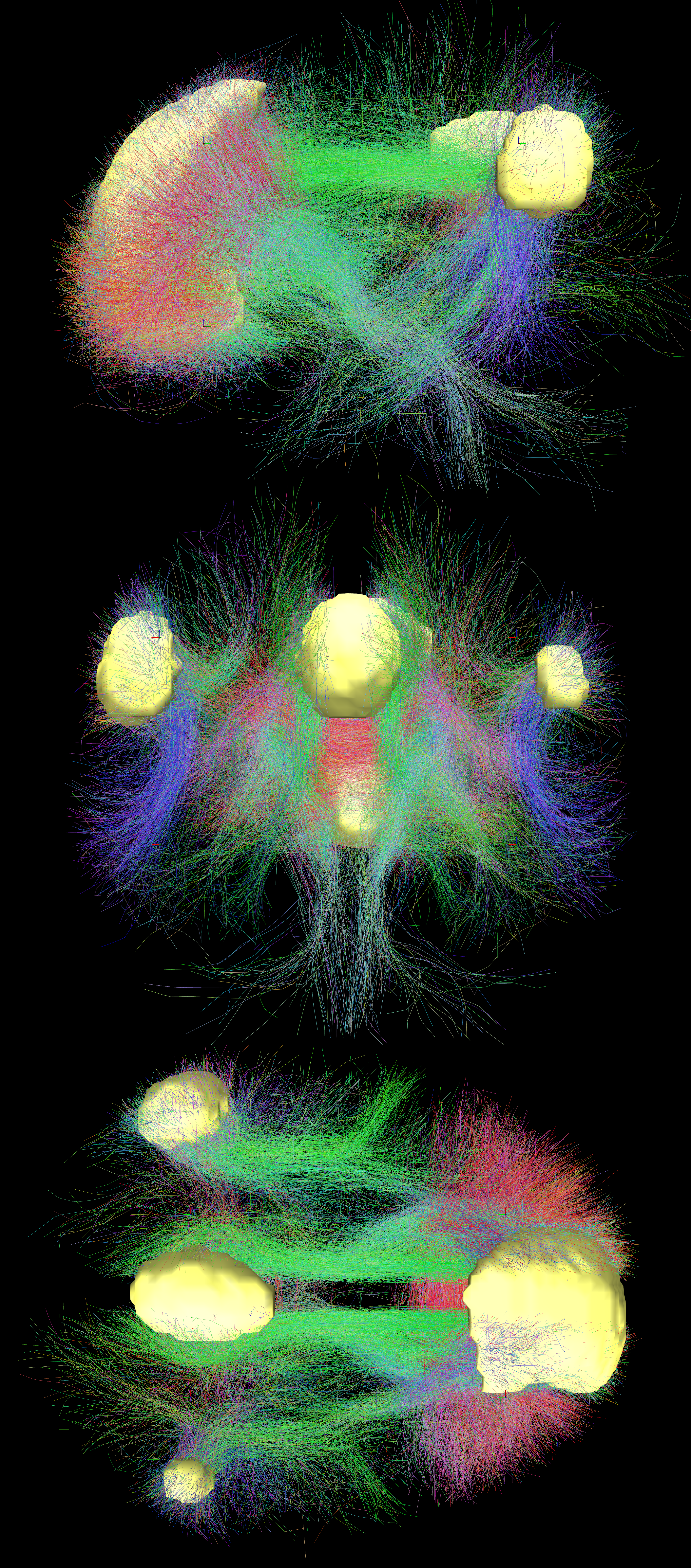
ارتباطات شبکهٔ حالت پیش فرض. این تصویر قسمت‌های اصلی شبکهٔ حالت پیش فرض را به رنگ زرد نشان می‌دهد و ارتباطات بین نواحی مختلف با توجه به مسیر ساختاری آن رنگ آمیزی شده‌اند. (xyz -> rgb).

در علوم اعصاب، شبکهٔ حالت پیش‌فرض (به انگلیسی: Default mode network) یا (DMN) یا شبکهٔ پیش‌فرض، یک شبکهٔ مغزی در مقیاس بزرگ است که مناطقی را شامل می‌شود که فعالیتشان به شدت هم‌بسته‌است و در عین‌حال از دیگر شبکه‌های مغزی جدا هستند
شبکهٔ حالت پیش فرض بیش‌تر در شرایطی که شخص متمرکز جهان بیرونی نباشد و در زمانی که درحین بیداری در حالت استراحت باشد مشاهده شده‌است. مثلاً هنگامی که شخص غرقه در افکار خود است. اما افزون براین در شرایطی که شخص به دیگران فکر می‌کند، به خود فکر می‌کند، گذشته را در ذهن تداعی می‌کند یا برای آینده برنامه‌ریزی می‌کند نیز این شبکه فعال است. این شبکه به‌طور «پیش‌فرض» در هنگامی که فرد مشغول کاری نباشد فعال می‌شود. با این‌که شبکهٔ حالت پیش‌فرض در ابتدا به عنوان شبکه‌ای که با انجام کار هدفمند غیرفعال می‌شود معرفی شد و اتفاقاً به همین دلیل نیز آن را شبکهٔ ضدّ کار (به انگلیسی: task negative) نامیده‌اند، این شبکه می‌تواند درحین برخی کارهای هدفمند، مانند حافظهٔ کاری اجتماعی، یا فعالیت‌های خودزندگی‌نامه‌ای فعال باشد. DMN به صورت معکوس با فعالیت سایر شبکه‌های مغز مانند شبکهٔ توجه، همبستگی دارد.
شواهدی مبنی بر اختلال در عملکرد این شبکه در افراد مبتلا به آلزایمر و اوتیسم وجود دارد.

## کارکرد
تصور می‌شود شبکه به حالت پیش فرض در کارکردهای به ظاهر متفاوت بسیاری دخیل است:این شبکه بنیان عصبی مرجع ضمیر خود است:
- اطلاعات خودزندگینامه ای: خاطرات مجموعه ای از وقایع و حقایق در مورد خود
- خود مرجع: اشاره به صفات و توصیفات خود دارد
- احساسات شخصی: تأمل در مورد حالت احساسی شخص

فکر کردن در مورد دیگران:
- نظریه ذهن: تفکر در مورد افکار دیگران و آنچه ممکن است بدانند یا ندانند
- احساسات دیگری: درک احساسات افراد دیگر و همدردی با احساسات آن‌ها
- استدلال اخلاقی: تعیین حق و ناحق در نتیجه یک عمل
- ارزیابی اجتماعی: قضاوت خوب-بد در مورد مفاهیم اجتماعی
- دسته‌بندی‌های اجتماعی: تأمل در ویژگی‌های مهم اجتماعی و وضعیت یک گروه

گذشته را به یادداشتن و فکر کردن در مورد آینده:
- گذشته را به یاد داشتن: یادآوری اتفاقاتی که در گذشته اتفاق افتاده‌است
- تصور آینده: تجسم حوادثی که ممکن است در آینده اتفاق بیفتد
- حافظه اپیزودیک: حافظه ای پر از جزئیات مربوط به حوادث خاصی در زمان
- درک داستان: درک و به خاطر سپردن یک روایت

شبکهٔ حالت پیش فرض در طول استراحت منفعل و سرگردانی ذهن فعال است. سرگردانی ذهن (به انگلیسی: mind-wandering)معمولا شامل فکر کردن در مورد دیگران، فکر کردن در مورد خود، گذشته را به یاد آوردن و تجسم آینده است. مطالعات Electrocorticography (که شامل قرار دادن الکترودها در سطح پوست سر فرد است) نشان داده‌اند که شبکهٔ حالت پیش فرض در کسری از ثانیه پس از پایان کار فرد فعال می‌شود.
مطالعات نشان داده‌اند که هنگامی که افراد در حال تماشای یک فیلم گوش دادن به یک داستان یا خواندن یک داستان هستند، DMNهایشان بسیار با یکدیگر همبسته است. چنانچه داستان درهم و برهم باشد، یا به زبانی که فرد نمی‌داند نوشته شده باشد DMNها همبسته نخواهند بود که بیانگر آن است که این شبکه به شدت در درک و شکل‌گیری حافظه از آن داستان دخیل است. حتی مشاهده شده چنانچه یک داستان به زبان‌های مختلف برای افرادی با همان زبان‌ها روایت شود بازهم DMN آن‌ها باهم همبسته خواهد بود.
نشان داده شده‌است که شبکهٔ حالت پیش فرض به هنگام انجام فعالیت‌های هدفمند خارجی به مانند توجه دیداری یا حافظهٔ کاری شناختی غیرفعال می‌شود. چنین است که برخی پژوهشگران آن را وظیفه-منفی یا ضدّ وظیفه می‌نامند.

## پاتوفیزیولوژی
تصور می‌شود شبکهٔ حالت پیش فرض به برخی اختلالات از جمله بیماری آلزایمر، اوتیسم، اسکیزوفرنی، افسردگی، درد مزمن یا اختلال استرسی پس از آسیب روانی مرتبط باشد.
افراد مبتلا به بیماری آلزایمر کاهش قند خون (مصرف انرژی) در مناطقی از DMN را نشان می‌دهند. این کاهش در ابتدا به صورت جزئی درموارد بیماری خفیف بروز می‌کند و در ادامه در موارد بیماری به شدت کاهش میابد. با کمال تعجب اختلال در DMN پیش از آن که بیمار علایم آلزایمر را از خود بروز دهد شروع شده‌است. نقشهٔ آمیلوئید- بتا، که تصور می‌شود عامل بیماری آلزایمر است، تشکیل پروتیین در DMN را نشان می‌دهد. این پروتئین‌های آمیلوئید-بتا DMN را مختل کرده و چون DMN به شدت در شکل‌گیری حافظه و بازیابی اطلاعات دخیل است، این اختلال منجر به بروز علائم و نشانه‌های آلزایمر می‌شود.
تصور می‌شود در افراد مبتلا به اختلال طیف اوتیسم DMN مختل می‌شود. این افراد در تعامل اجتماعی و ارتباط با دیگران، که از وظایف اصلی این شبکه است دچار مشکل می‌شوند. مطالعات نشانگر ارتباطاتی به مراتب بدتر در بخش‌هایی از DMN در بیماران مبتلا به اوتیسم، به ویژه در بین mPFC (که در تفکر دربارهٔ خود و دیگران دخیل است) هستند. هرقدر اوتیسم شدید تر باشد ارتباط این نواحی کم‌تر خواهد بود. هنوز روشن نیست که آیا این دلیل ابتلا به اوتیسم است یا نتیجهٔ آن.
در بین افرادی که آسیب روحی طولانی مدتی، مانند سوءاستفاده یا بی‌توجهی در دورانی کودکی، ارتباطات کم تری بین نواحی مشاهده می‌شود. در میان افرادی که دچار اختلال استرس پس از آسیب روانی فعالیت کم تری در شکنج سینگولیت خلفی نسبت به گروه کنترل وجود داشته و DMN مشخص شده‌است. فعالیت بیش از معمول DMN را به اندیشناکی در افسردگی و درد مزمن ارتباط داده‌اند.
اگر شبکهٔ حالت پیش فرض در فردی تغییر کند، چگونگی درک وی از اتفاقات و استدلال‌های اجتماعی و اخلاقی او تغییر می‌کند و بدین ترتیب فرد بیش تر مستعد ابتلا به افسردگی حاد خواهد بود.

## نقد
برخی استدلال کرده‌اند که نواحی DMN تنها به این خاطر با هم نمود می‌یابند که رگ‌ها و شریان‌های بزرگی در مغز در نزدیکی این نواحی هستند؛ نه به این خاطر که این نواحی واقعاً از منظر کارکردی به هم متصل هستند. شاهد این مدعا مطالعاتی هستند که نشان داده‌اند تغییر در تنفس میزان اکسیژن خون را تغییر می‌دهد و در مقابل بیش از همه DMN از آن متأثر می‌شود. اما این مطالعات توضیح نمی‌دهد که چرا DMN را می‌توان با استفاده از PET و از طریق اندازه‌گیری متابولیسم گلوکز که مستقل از کوپل شدن عروق است یا در مطالعات electrocorticography که فعالیت الکتریکی بر روی سطح مغز را اندازه‌گیری می‌کند، شناسایی کرد.
ایدهٔ " شبکهٔ پیش فرض " مورد پذیرش همگان نیست در سال ۲۰۰۷ مفهوم شبکهٔ حالت پیش فرض مورد انتقاد قرار گرفته بود که برای فهم عملکرد مغز مفید فایده نیست. این ادعا بر این اساس فرضیهٔ ساده‌تری مطرح شد که بیان می‌کند یک مغز در حالت استراحت پردازش‌های بیش تری نسبت به مغزی که فرمان مشخصی را دنبال می‌کند، انجام می‌دهد و فعالیت‌های ذاتی مغز در حالت استراحت اهمیت خاصی ندارد.